# Belgoo
Belgoo is een Belgisch bier van hoge gisting.
Het belgoo bier wordt gebrouwen in de brouwerij belgoo gelegen in de Zennevallei te Zuun, een deelgemeente van Sint Pieters Leeuw. In 2010 werden de bieren Belgoo Magus en Belgoo Arbo bekroond met een gouden medaille en Belgoo Luppo met een zilveren medaille door het beer testing institute te Chicago, USA. Vanaf februari 2015 worden de bieren gebrouwen in de nieuwe brouwerij Belgoo te Sint-Pieters-Leeuw.

## Varianten
- Belgoo Luppo, goudblond bier met een alcoholpercentage van 6,5%
- Belgoo Magus, blond troebel viergranenbier met een alcoholpercentage van 6,6%
- Belgoo Arbo, amberkleurig bier met een alcoholpercentage van 8,1%
- Belgoo Saisonneke, blonde saison met een alcoholpercentage van 4,4%

Er bestaan ook twee varianten biologisch bier, deze heetten oorspronkelijk Bioloo:
- Belgoo Bio Amber, amberkleurig bier met een alcoholpercentage van 7,8%
- Belgoo Bio Blond, blond bier met een alcoholpercentage van 6,4%

## Prijzen
- Brussels Beer Challenge 2012 - bronzen medaille voor Belgoo Luppo in de categorie Pale&Amber-Ale: Blonde/Golden